# تشارلز شولتز
تشارلز شولتز (بالإنجليزية: Charles Schultz)‏ هو لاعب كرة قدم أمريكية أمريكي، ولد في 8 أكتوبر 1915 في سانت بول في الولايات المتحدة، وتوفي في 15 مارس 1989.

## وصلات خارجية
- تشارلز شولتز على موقع مرجع كرة القدم المحترفة.كوم (الإنجليزية)